# 波特夸瓦
波特夸瓦是羅馬尼亞的城鎮，位於該國部，距離首府斯拉蒂納20公里，由奧爾特縣負責管轄，面積65.27平方公里，海拔高度170米，2007年人口5,970，大多數居民信奉東正教。
44°15′N 24°17′E / 44.250°N 24.283°E